# Istituto Max Planck per la ricerca demografica

Sede di Rostock

L'Istituto Max Planck per la Ricerca Demografica (MPIDR) si trova a Rostock, in Germania. Venne fondato nel 1996 e in seguito trasferito presso i nuovi edifici nel 2002. È uno dei circa 80 istituti della Società Max Planck.
Il MPIDR è condotto congiuntamente dal fondatore James Vaupel e Mikko Myrskylä, che nel 2014 ha seguito Joshua R. Goldstein, il quale nel 2007 aveva preso il posto del pensionato Jan Hoem.

## Storia
Dopo l'Institut national d'études démographiques, il MPIDR è il più grande organismo di ricerca demografica in Europa e uno dei più grandi del mondo. Esegue una ricerca di base sui processi demografici, analizza le cause del mutamento demografico, descrive le tendenze demografiche contemporanee, produce previsioni per la direzione futura dei processi demografici, evidenzia le potenziali conseguenze che la società deve affrontare e aiuta i responsabili delle decisioni nelle varie istituzioni politiche e sociali fornendo loro solide informazioni e consigli di esperti.
Attualmente, il MPIDR ospita otto laboratori di ricerca: Biodemografia Evoluzione, Sopravvivenza e Longevità, Demografia economica e sociale, Fertilità contemporanea europea e dinamica familiare, Dati demografici, Demografia statistica, Popolazione e politica e Demografia storica.
L'istituto sta partecipando a quattro programmi internazionali di formazione di dottorato: la scuola internazionale di ricerca Max Planck per la demografia, la Scuola europea di dottorato di ricerca demografica (EDSD), la scuola MaxNet di ricerca sull'invecchiamento (MNARS) e il programma di dottorato demografico all'Università di Rostock.
Nell'ambito del Centro Rostock, un'iniziativa congiunta tra la MPIDR e l'Università di Rostock, l'istituto fornisce ai decisori politici e sociali informazioni e consigli esperti sulle cause e le conseguenze dei cambiamenti demografici.
Dal 2009, l'MPIDR ospita la Population Europe - la rete di collaborazione dei più importanti istituti e centri di ricerca demografici europei - la cui principale attività è quella di diffondere i risultati della ricerca demografica pertinente.